# Tim Wiese
Tim Wiese (17. prosince 1981, Bergisch Gladbach, Západní Německo) je bývalý německý fotbalový brankář a reprezentant. Preferoval kop pravou nohou. V německém národním týmu odehrál v letech 2008–2012 celkem 6 zápasů (všechny přátelské).

Aktivní fotbalovou kariéru ukončil v roce 2014 v dresu TSG 1899 Hoffenheim. Ve stejném roce podepsal vývojový kontrakt s wrestlingovou společností World Wrestling Entertainment a začal se věnovat wrestlingu.

## Klubová kariéra
- DJK Dürscheid (mládež)
- Bayer 04 Leverkusen (mládež)
- SC Fortuna Köln 1999–2001
- 1. FC Kaiserslautern 2001–2005
- SV Werder Bremen 2005–2012
- TSG 1899 Hoffenheim 2012–2014

## Reprezentační kariéra
Wiese byl členem německé fotbalové reprezentace do 21 let.
Svůj debut v A-mužstvu Německa zaznamenal 19. 11. 2008 v přátelském zápase v Berlíně proti reprezentaci Anglie (porážka 1:2). Celkem odehrál v letech 2008–2012 v německém národním týmu 6 zápasů (všechny přátelské).
Joachim Löw jej zařadil do sestavy Německa pro mistrovství světa 2010 v Jihoafrické republice, ale nenastoupil ani v jednom z utkání, byl náhradním brankářem. V této roli se zúčastnil i EURA 2012 konaného v Polsku a na Ukrajině.

## Úspěchy
Werder Brémy
- Evropská liga UEFA
  - 2. místo (2008/09)
- DFB-Pokal
  - 1. místo (2008/09)
  - 2. místo (2009/10)
- Německá fotbalová Bundesliga
  - 2. místo (2005/2006)
  - 2. místo (2007/2008)
  - 3. místo (2006/2007)
  - 3. místo (2009/2010)

1. FC Kaiserslautern
- DFB-Pokal
  - 2. místo (2002/03)

Německo
- Mistrovství světa
  - 3. místo (2010)

## Osobní život
Žije s přítelkyní Gritou, má dceru Alinu.